# Arga, Karwar
Arga là một làng thuộc tehsil Karwar, huyện Uttara Kannada, bang Karnataka, Ấn Độ.